# Jan Hošek (odbojář)
Jan Hošek (18. května 1904 Stráž nad Nežárkou – 6. února 1952 Věznice Pankrác) byl český poručík SNB a agent chodec odsouzený v politickém procesu komunistickým režimem k trestu smrti a v roce 1952 popraven.

## Životopis
Narodil se v roce 1904 ve Stráži nad Nežárkou. Jeho otec byl živnostník. V roce 1926 absolvoval základní vojenskou službu. V roce 1928 se stal policistou.
Během druhé světové války působil v protinacistickém odboji v Brdech. V roce 1947 mu za jeho odbojovou činnost během této doby byl udělen Československý válečný kříž. Obdržel rovněž odznak partyzánské divize Václavík. Po konci války pak působil ve funkci velitele stanice Sboru národní bezpečnosti v Chlumu u Třeboně. Ještě v roce 1945 se stal členem KSČ Později začal působit ve funkci okresního velitele v Tachově.
Přestože několik měsíců po únorovém převratu nový režim podporoval, na konci roku 1948 už jednal se dvěma agenty chodci a v lednu 1949 sám z Československa uprchnul. Později převedl přes hranice i svou těhotnou manželku. Vzhledem ke své prorežimní minulosti se mu několik měsíců nedařilo získat vízum, se kterým by mohl vycestovat do zahraničí. Místo toho tak začal sám působit pro zahraniční zpravodajské služby jako agent-chodec. Opakovaně přitom překročil státní hranici a na Tachovsku se snažil vybudovat špionážní síť (jeho snaha ovšem nebyla úspěšná). Své aktivity se tedy pokusil přesunout na oblast kolem Třeboně, kam po překročení státní hranice vstoupil v červnu 1951. Celkem překročil státní hranici nejméně devětkrát (zřejmě jedenáctkrát). Na konci července 1951 byl ovšem dopaden. Poté byl uměle vybrán jako velitel odbojové skupiny převážně agentů chodců zvané „Hošek a spol.“
V lednu 1952 byl spolu s agenty-chodci Petrem Čížkem, Jaroslavem Dvořákem a dalšími dvěma odbojáři za trestné činy velezrady a vyzvědačství v politickém procesu odsouzen k trestu smrti. K dlouholetým trestům odnětím svobody včetně několika doživotních trestů byla v procesu odsouzena řada dalších osob. Soud k uděleným trestům smrti poskytl následující zdůvodnění: „Společnost spějící k socialismu nemůže trpěti ve svých řadách taková individua, jakými se projevili obvinění. Společnost usilující, aby byl odstraněn odvěký kořen zla a lidské bídy, hladu a válek kapitalismu, musí v zájmu uskutečnění svých snah obviněné odstraniti.“ Popraven byl po neúspěšném odvolání a žádosti o prezidentskou milost v únoru 1952. Jeho poslední slova zněla: „Nebylo mi dovoleno se hájit.“
Rehabilitován byl po sametové revoluci v roce 1990. Jeho jméno je uvedeno Čestném pohřebišti popravených a umučených z 50. let na Ďáblickém hřbitově.

## Připomínky
- Jeho jméno je uvedeno na pamětní desce popraveným příslušníkům Sboru národní bezpečnosti umístěné na fasádě v podloubí před vstupem do budovy Policejního prezidia České republiky na adrese Strojnická 935/27, 170 89 Praha 7 – Holešovice.[9][10]
- Jeho jméno je rovněž uvedeno na Pomníku Miladě Horákové a Obětem komunismu v Praze 4 - Nuslích na Náměstí Hrdinů, u stanice metra Pražského povstání, před Vrchním soudem v Praze a Vrchním státním zastupitelstvím v Praze.[11]
- Jeho jméno je uvedeno na desce v řadě 29 na Čestném pohřebišti popravených a umučených z 50. let (III. odboj) na Ďáblickém hřbitově.[12]

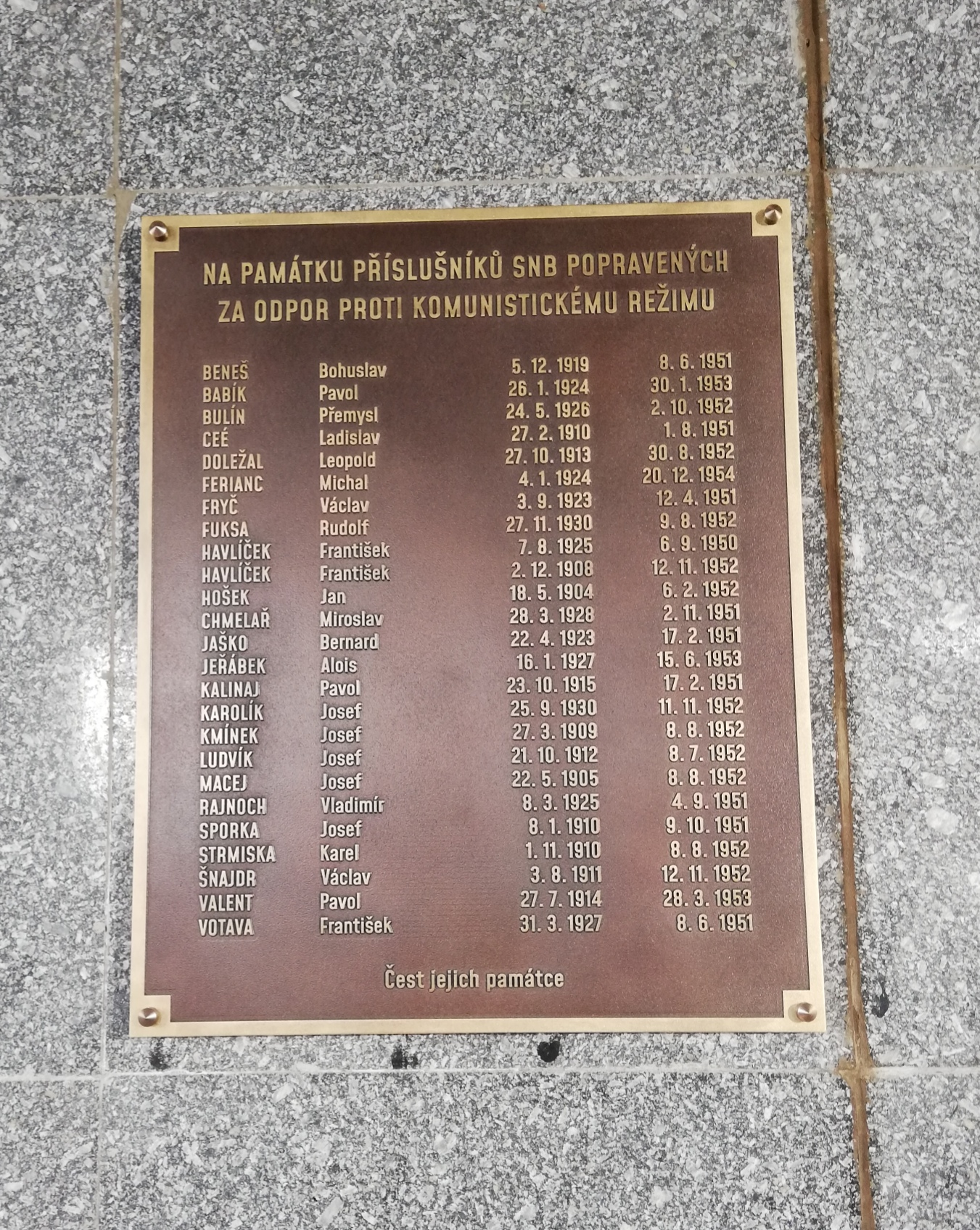
Pamětní deska popraveným příslušníkům Sboru národní bezpečnosti se jménem Jana Hoška v pražských Holešovicích
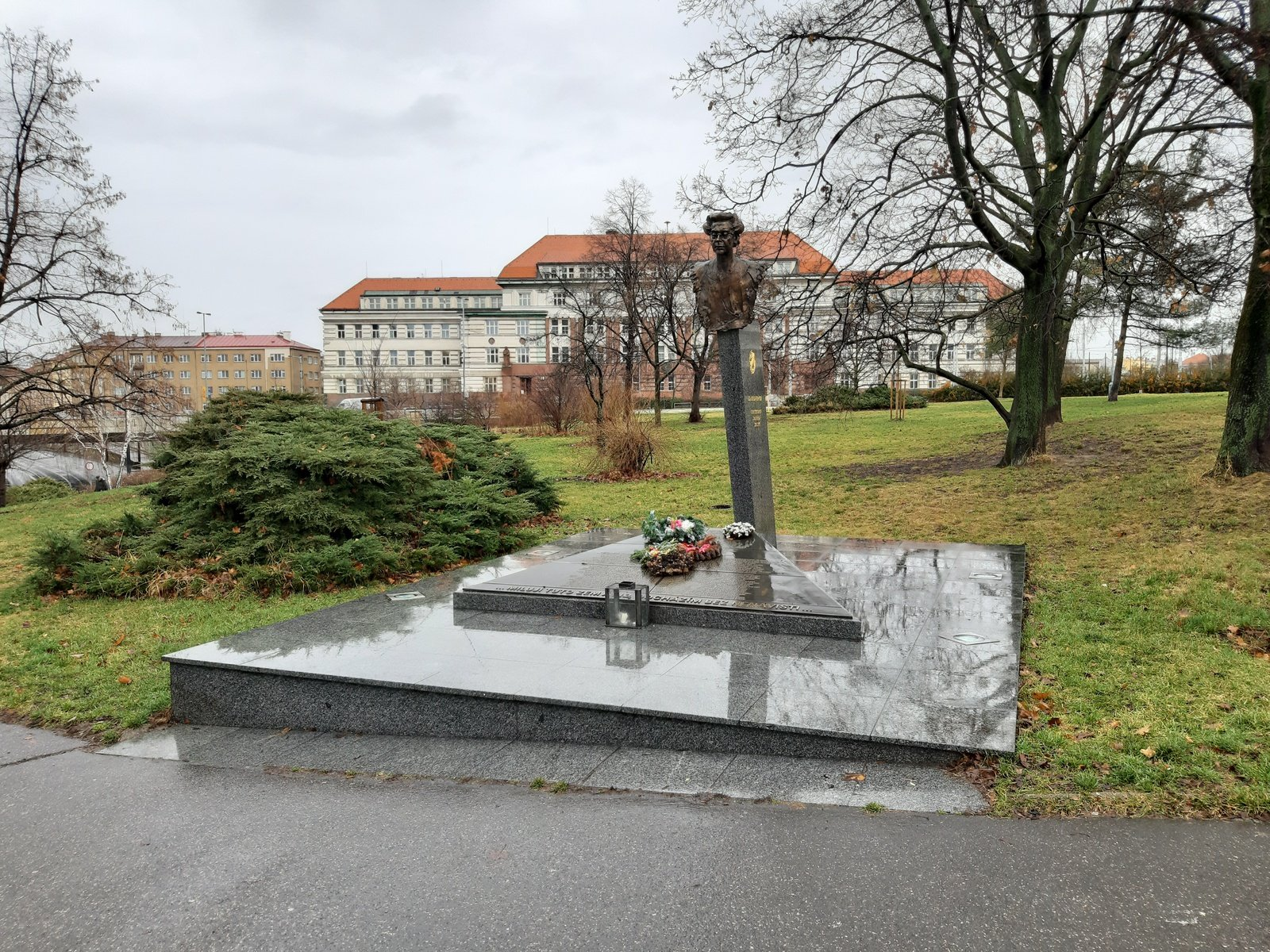
Pomník na náměstí Hrdinů v Praze 4 - Nuslích
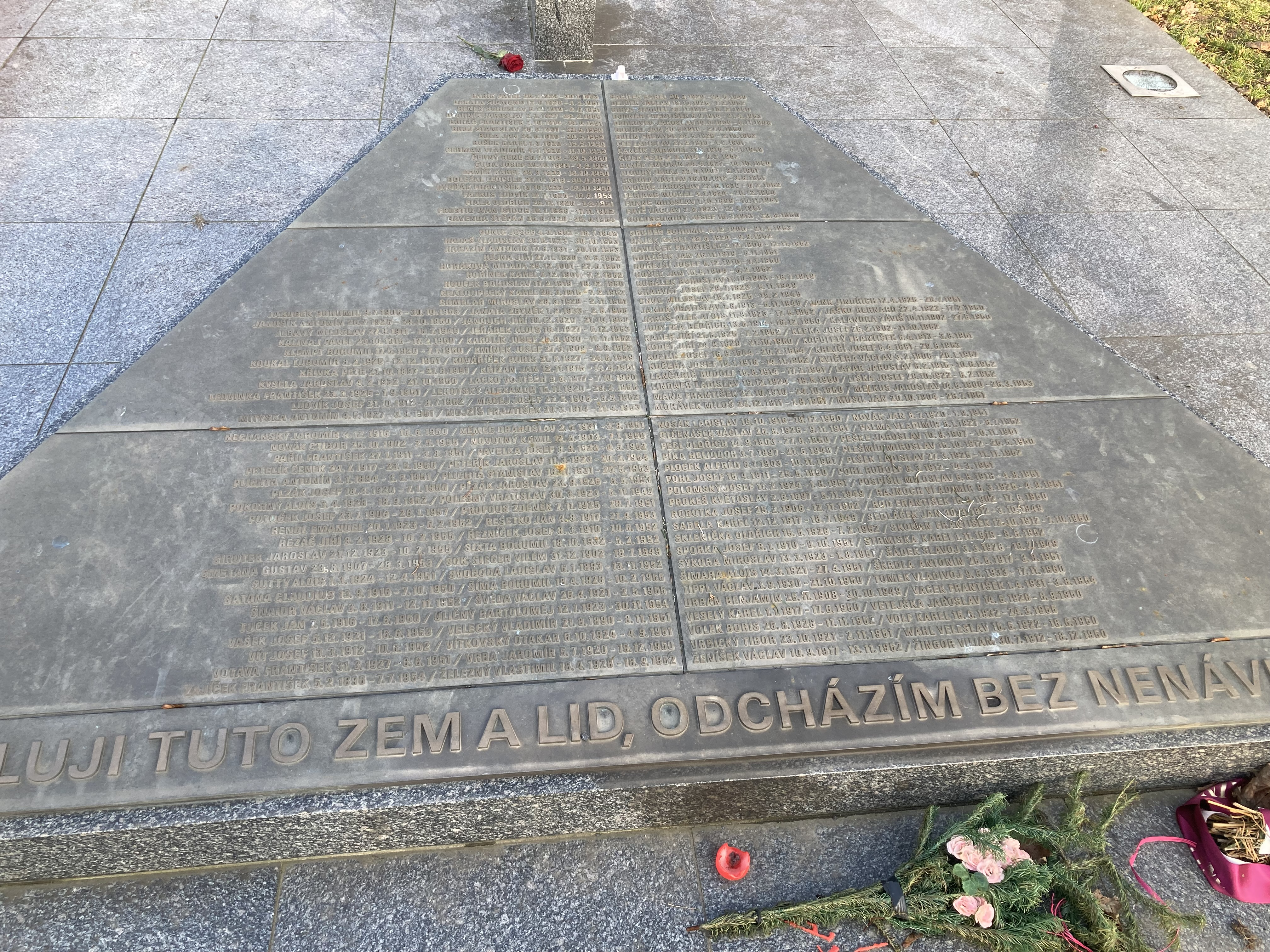
Seznam obětí komunismu se jménem Jana Hoška na pomníku na náměstí Hrdinů v Praze 4 - Nuslích
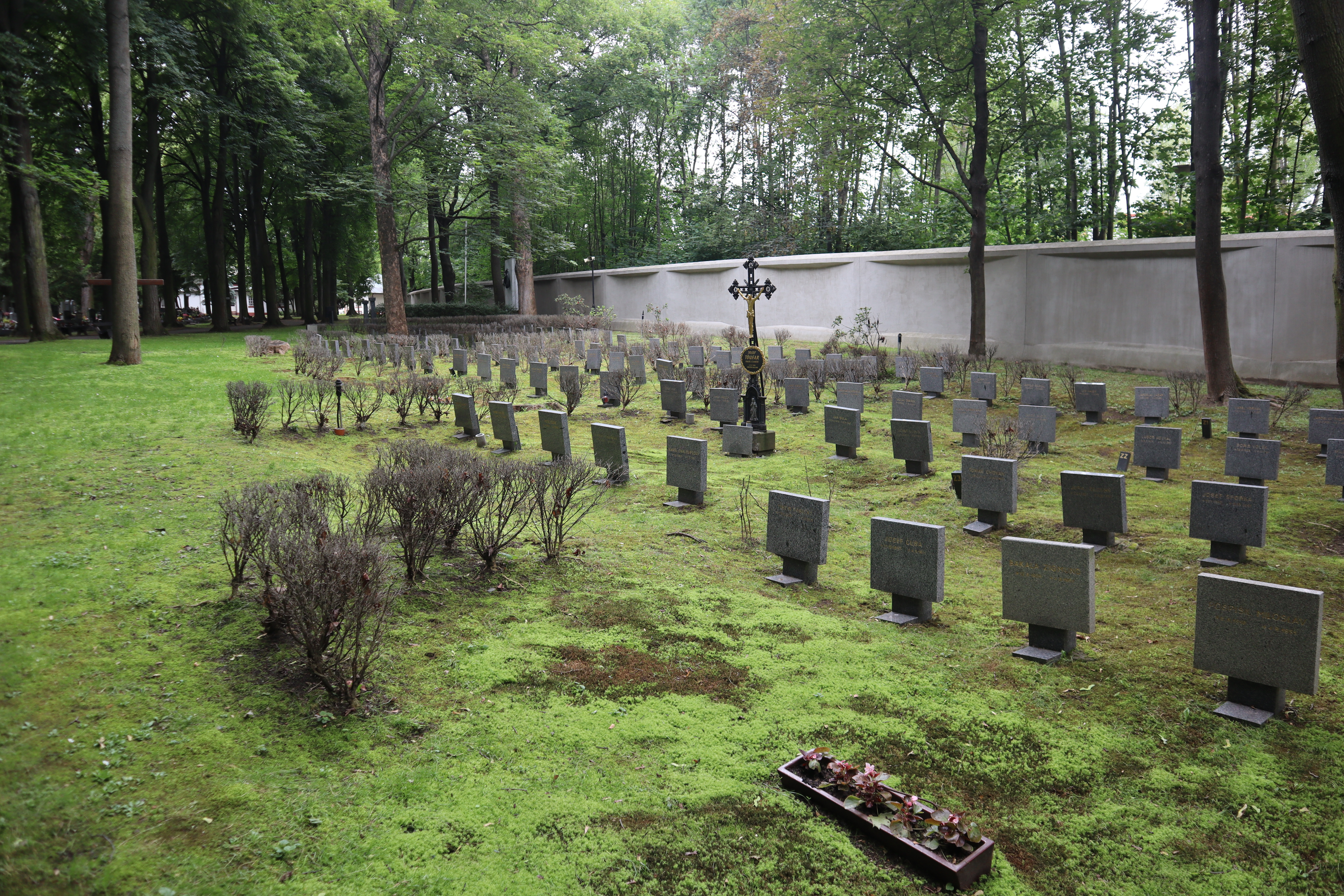
Čestné pohřebiště popravených a umučených z 50. let (III. odboj) na Ďáblickém hřbitově
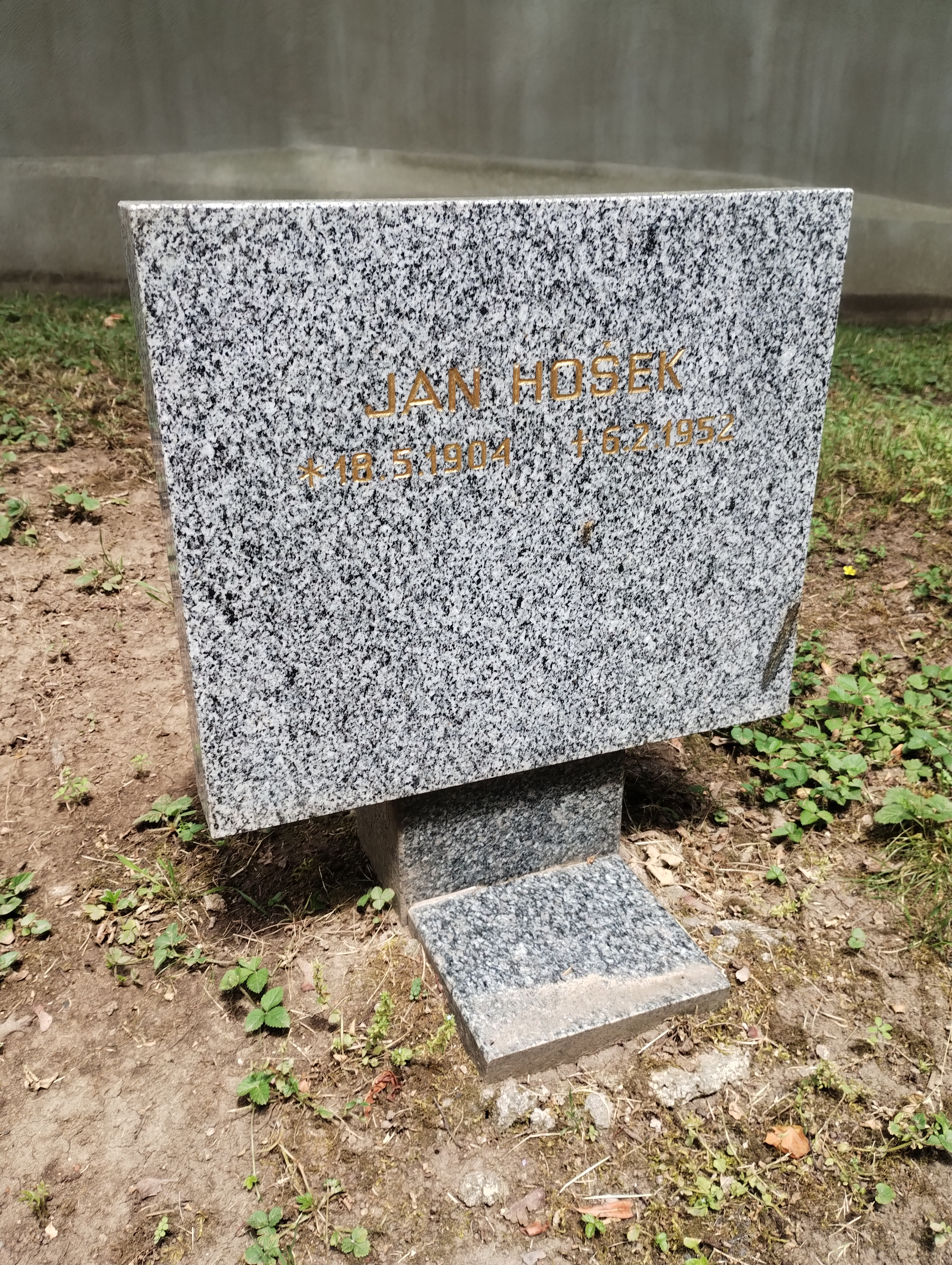
Symbolický náhrobek Jana Hoška na Čestném pohřebišti v Ďáblicích